# Gonarthrus mimus
Gonarthrus mimus är en tvåvingeart som beskrevs av Hesse 1938. Gonarthrus mimus ingår i släktet Gonarthrus och familjen svävflugor. Inga underarter finns listade i Catalogue of Life.